# پلنگ صورتی (فیلم ۱۹۶۳)

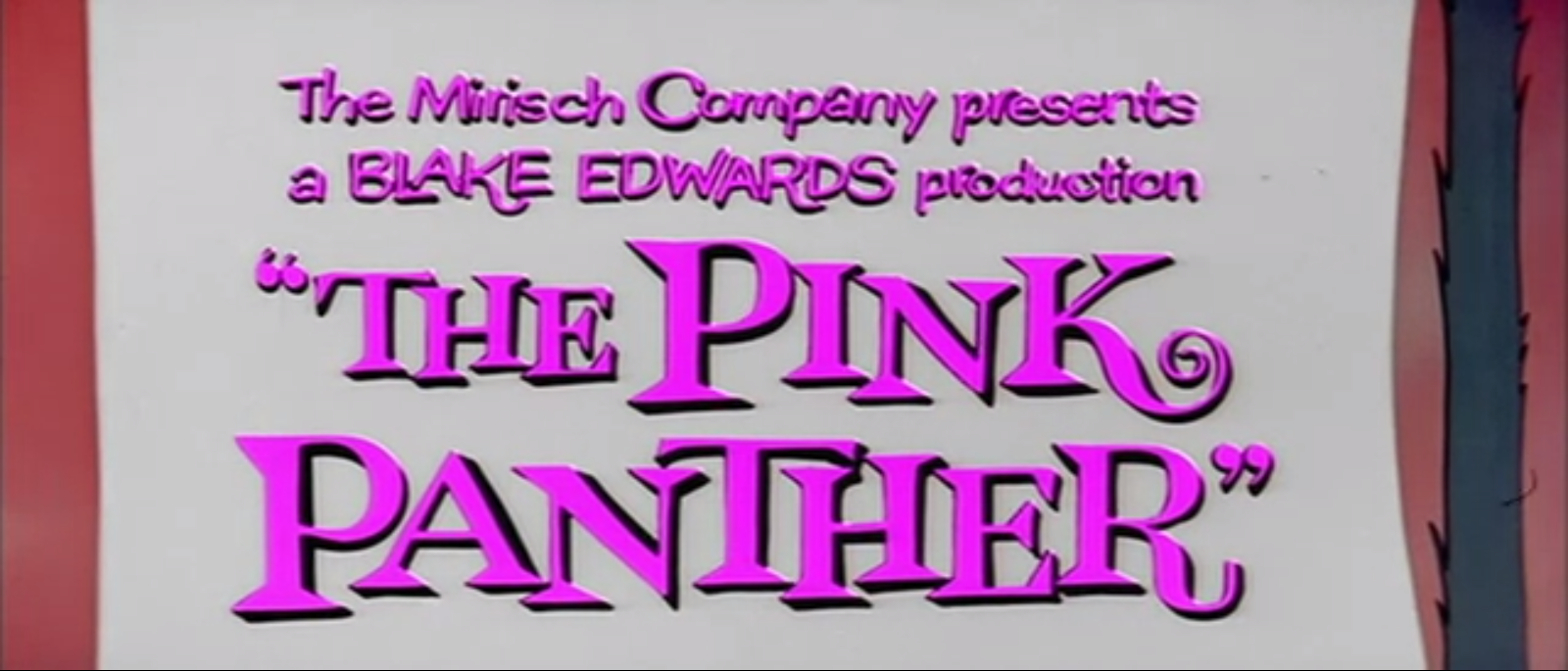
کارت عنوان تریلر پلنگ صورتی

پلنگ صورتی (به انگلیسی: The Pink Panther) فیلمی کمدی آمریکایی محصول سال ۱۹۶۳ به کارگردانی بلیک ادواردز است که فیلم‌نامهٔ آن را همراه با موریس ریچلین نوشته است. این فیلم به‌دست شرکت میریش تهیه و از سوی یونایتد آرتیستس توزیع شد و نخستین قسمت از مجموعهٔ پلنگ صورتی به‌شمار می‌رود. این فیلم محصول مشترک ایتالیا و ایالات متحده است و با بازی گروهی از بازیگران به رهبری دیوید نیون، پیتر سلرز، رابرت واگنر، کاپوسین و کلودیا کاردیناله ساخته شده است. داستان فیلم دربارهٔ بازرس ژاک کلوزو (سلرز) است که از پاریس به کورتینا دامپتزو سفر می‌کند تا پیش از آنکه دزدی بدنام به نام «شبح» (نیون) بتواند الماسی گران‌بها به نام «پلنگ صورتی» را بدزدد، او را دستگیر کند.
پلنگ صورتی نخستین‌بار در ۱۸ دسامبر ۱۹۶۳ در ایتالیا اکران شد و سپس در ۱۸ مارس ۱۹۶۴ در ایالات متحده به نمایش درآمد. این فیلم در ایالات متحده و کانادا ۱۰٫۹ میلیون دلار فروش داشت و نهمین فیلم پرفروش سال ۱۹۶۴ شد. این فیلم هنگام انتشار نقدهای گوناگونی از سوی منتقدان دریافت کرد، اما بعدها مورد بازنگری و ارزیابی مجدد قرار گرفت. در سال ۲۰۱۰، کتابخانهٔ کنگرهٔ آمریکا این فیلم را برای نگهداری در فهرست ملی ثبت فیلم ایالات متحده برگزید، زیرا از نظر «فرهنگی، تاریخی و زیبایی‌شناختی» دارای اهمیت تلقی شد.

## چکیده داستان
بازرس کلوزو یک بلای متحرک است. او سالها در تعقیب سارق گریزان رده بالایی معروف به «شبح» است. کلوزو، مسئول حفاظت از الماس «پلنگ صورتی» که هم اینک در اختیار پرنسس دالاست، به همراه همسرش به پیست اسکی ایتالیایی کورتنا می‌رود، یعنی درست همانجایی که شاهزاده خانم مورد توجه تمام و کمال سر چارلز لیتون، سوسیالیت بریتانیایی، و برادرزاده اش جورج رفته‌اند.

## مشروح داستان
در کودکی در کشور لوگاش، شاهزاده‌دخت دالا از پدرش، مهاراجه، الماسی به نام «پلنگ صورتی» هدیه می‌گیرد؛ این الماس بزرگ‌ترین الماس جهان است. این سنگ قیمتی صورتی‌رنگ، نقصی عجیب دارد: اگر با دقت به آن نگاه شود، لکه‌ای کوچک درونش دیده می‌شود که به شکل یک پلنگ در حال جهش است. بیست سال بعد، پس از مرگ پدر دالا و روی کار آمدن حکومت نظامی، او به تبعید فرستاده می‌شود. دولت جدید ادعا می‌کند که الماس متعلق به مردم است و از دادگاه جهانی می‌خواهد درباره مالکیت آن تصمیم بگیرد، اما دالا از پس‌دادن آن سر باز می‌زند.
دالا برای تعطیلات به یک پیست اسکی لوکس در کورتینا دامپتزو می‌رود. در همان‌جا، یک خوش‌گذران انگلیسی میانسال به نام سر چارلز لیتن اقامت دارد؛ او در واقع دزد جواهرات مشهوری به نام «شبح» است و چشم به الماس دوخته. ناگهان، خواهرزادهٔ آمریکایی پرهیاهویش، جورج، که غرق در بدهی‌های قمار است، به آنجا می‌رسد. او وانمود می‌کند که تازه از دانشگاه فارغ‌التحصیل شده و قصد دارد به سپاه صلح بپیوندد، تا از حمایت مالی عمویش بهره‌مند بماند.
در تعقیب «شبح»، بازرس ژاک کلوزو از پلیس فرانسه است که همسرش، سیمون، مخفیانه با سر چارلز رابطه دارد. سیمون که از طریق همکاری با «شبح» ثروتمند شده، این کار را زیر دماغ همسر بی‌خبر اما عاشق‌پیشه‌اش انجام می‌دهد. او سعی دارد هم از دست شوهرش بگریزد و هم از دست جورج که او را هدف بعدی وسوسه‌های خود قرار داده. در همین حال، سر چارلز به دالا دل می‌بندد (با آنکه می‌تواند پدرش باشد) و برای سرقت دو دل است. شب پیش از عزیمت، جورج به‌طور اتفاقی از دزدی‌های عمویش باخبر می‌شود.
در مهمانی مبدل در ویلای دالا در رم، سر چارلز و جورج هر دو به‌طور جداگانه سعی می‌کنند الماس را بدزدند، اما متوجه می‌شوند الماس از پیش ناپدید شده. کلوزو هر دو را در محل جرم گیر می‌اندازد، اما در آشفتگی آتش‌بازی شب، آن‌ها می‌گریزند و تعقیب‌وگریزی پرهیجان در خیابان‌های رم آغاز می‌شود که با تصادف همهٔ خودروها در میدان شهر، به دستگیری سر چارلز و جورج ختم می‌شود.
بعدتر، سیمون به دالا می‌گوید که سر چارلز قصد داشته سرقت را لغو کند و از او می‌خواهد برای دفاع از چارلز کمک کند. دالا فاش می‌کند که خودش الماس را پنهان کرده، چرا که از پیش از نقشهٔ سرقت باخبر بوده، اما حالا عاشق چارلز شده و نقشه‌ای برای نجات او و جورج دارد. در دادگاه، تنها شاهد دفاع، بازرس کلوزو است. وکیل دفاع با پرسش‌هایی، وانمود می‌کند که شاید خود کلوزو «شبح» باشد. کلوزو که عصبی شده، دستمالی از جیبش درمی‌آورد و ناگهان الماس از آن بیرون می‌افتد.
کلوزو به زندان فرستاده می‌شود و در مسیر با گروهی از زنان مشتاق مواجه می‌شود. از دور، سیمون ابراز ناراحتی می‌کند، اما سر چارلز می‌گوید که با ضربه بعدی «شبح»، بی‌گناهی کلوزو اثبات خواهد شد و نقشهٔ بعدی دزدی در آمریکای جنوبی را طرح می‌کند. در راه زندان، دو افسر پلیس با حسرت می‌پرسند که چگونه او همهٔ آن دزدی‌ها را انجام داده و کلوزو در پاسخ می‌گوید: «خب، می‌دونید... کار راحتی نبود.»
فیلم با صحنه‌ای کارتونی پایان می‌یابد: خودروی پلیس که کلوزو را می‌برد، یک مأمور راهنمایی را زیر می‌گیرد که همان پلنگ صورتی کارتونی آغاز فیلم است. او بلند می‌شود، تابلویی را که اشتباهی «THEND» نوشته، برمی‌گرداند تا درست «THE END» نمایش داده شود.